# Raúl Landini
Raúl Landini est un boxeur argentin né le 14 juillet 1909 à Buenos Aires et mort le 29 septembre 1988.

## Carrière
Il remporte la médaille d'argent aux Jeux d'Amsterdam en 1928 dans la catégorie poids welters. Après avoir battu Tommy Lown, Valter Palm, Cor Blommers et Raymond Smillie, Landini s'incline en finale contre le néo-zélandais Ted Morgan.

## Palmarès

### Jeux olympiques
- Jeux olympiques de 1928 à Amsterdam[1] (poids welters)